# Abul
O sítio arqueológico de Abul, ou Núcleo Fenício de Abul, fica situado na margem direita do rio Sado, na Herdade do Monte Novo de Palma, na freguesia de Alcácer do Sal (Santa Maria do Castelo e Santiago) e Santa Susana, no município de Alcácer do Sal, distrito de Setúbal, a cerca de 40 quilómetros a sul de Setúbal.
Em Abul encontra-se uma feitoria Fenícia fundada em meados do século VII AC abandonada no início do século VI AC, e uma olaria romana que funcionou desde o século I DC a meados do século III DC.
Durante a primeira ocupação (Fenícia), construiu-se um "amuralhado", com cerca de 1,5m de largura máxima, ao qual se acedia por uma "torre" retangular situada no lado oeste da muralha. A segunda fase ocupacional (Romana) terá decorrido da necessidade de alargar a zona interna, efetuada através da desmontagem dos muros oeste e sul, pois estes restringiam a área do pátio central.
Os indícios da civilização Fenícia do Ocidente encontram-se evidentes nos objetos encontrados neste sítio. Entre eles, fazem parte ânforas do tipo Rachgoun, forma que terá circulado em todo o mundo fenício-ocidental, entre os séculos VIII e VI a.C., e que servia sobretudo para transportar conservas de peixe produzidas na Península de Troia e Cetóbriga. 
Também foram encontrados vários exemplares de cerâmica de engobe vermelho, como pratos e a pátera carenada. A cerâmica cinzenta surge com relativa abundância, além da cerâmica pintada de bandas (pithos), estas encontradas em menor quantidade. Também foram encontrados um elevado número de elementos cerâmicos manuais, dentre os quais merecem especial destaque alguns contentores de grandes dimensões.
Além da cerâmica, indícios de atividade metalúrgica se encontram presente neste sítio, designadamente através de uma concentração de minério associado a escórias, numa área imediatamente exterior ao "amuralhado" norte. 

## Classificação
O sítio arqueológio de Abul foi classificado como monumento nacional pelo Decreto-Lei n.º 31-L/2012, de 31 de dezembro.